# Psychotria ingentifolia
Psychotria ingentifolia är en måreväxtart som beskrevs av Ernest Marie Antoine Petit. Psychotria ingentifolia ingår i släktet Psychotria och familjen måreväxter. Inga underarter finns listade i Catalogue of Life.